# Sklerotynit
Sklerotynit (funginit) – macerał z grupy inertynitu. Uważany często za utworzony z różnych części grzybów i grzybni, jednak pochodzenie to zostało zakwestionowane dla większości sklerotynitów.
Wygląd
- w węglach brunatnych ma wyraźną budowę komórkową i często ma owalny lub nieregularny kształt.
- w węglach kamiennych komórki mogą być owalne, wieloboczne o różnej wielkości. Barwa od szarej do żółtawo-białej. Funginit może występować pojedynczo lub w grupach, jest rzadkim macerałem w węglach.

Termin wychodzi z użytku, ponieważ systematyczne badania nie potwierdziły pochodzenia tego macerału z komórek grzybów.